# Salzhemmendorf
Salzhemmendorf ist ein Flecken im Landkreis Hameln-Pyrmont in Niedersachsen. Salzhemmendorf war bis Ende 2010 ein staatlich anerkannter Kurort mit Sole-Kurbetrieb.

## Geografie

### Geografische Lage
Das Gebiet des Fleckens Salzhemmendorf liegt innerhalb des Leineberglands im Ostteil vom Naturpark Weserbergland Schaumburg-Hameln und ist hauptsächlich durch die Höhenzüge Ith im Westen, den Osterwald im Norden und den Thüster Berg im Osten (das so genannte Drei-Berge-Eck) geprägt. Die Ortsteile von Salzhemmendorf liegen in Höhen von 86–441 über NHN. Durch die Ortschaft fließt der südwestliche Leine-Zufluss Saale.

### Landschaft
Der Ith als Teil einer Schichtstufenlandschaft, dessen höchste Schichtrippe der Ithkamm ist, bietet mit seinen Reliefausformungen und seiner geologischen Vielfalt einer großen Zahl von Pflanzenarten Lebensraum. Der Thüster Berg, mit dem Kanstein als höchste Erhebung, ist stark geprägt durch steile Hanglagen sowie einen großen Kalksteingehalt. Dadurch ist ein weitreichender Lebensraum für die verschiedensten Pflanzenarten entstanden. Zwischen diesen Formationen fließen windungsreich die Saale und deren Zufluss Aue. Beide Gewässer sind durch ihren Uferrandbewuchs landschaftsprägend und besitzen einen hohen ökologischen Stellenwert, der trotz der extensiven landwirtschaftlichen Nutzung im Gemeindegebiet erhalten bleiben sollte.

### Fleckengliederung

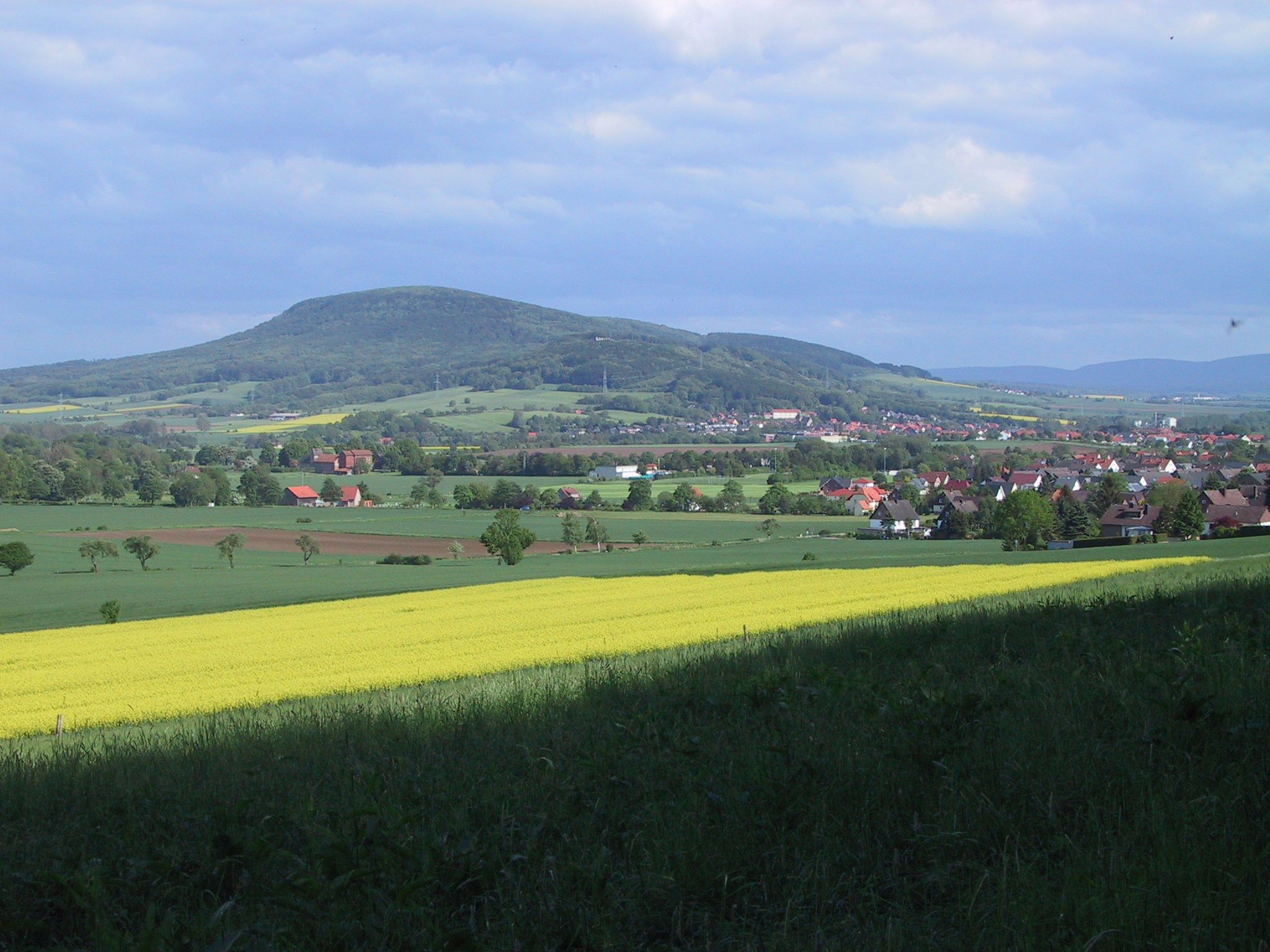
Blick vom Ith auf Salzhemmendorf und den Kanstein

Salzhemmendorf besteht neben der Ortschaft gleichen Namens auch aus den Ortsteilen Ahrenfeld, Benstorf, Hemmendorf, Lauenstein, Levedagsen, Ockensen, Oldendorf, Osterwald, Thüste und Wallensen. Diese elf früher eigenständigen Gemeinden und Flecken wurden mit der Gebietsreform 1973 zum Flecken Salzhemmendorf verschmolzen.

### Nachbargemeinden
Der Flecken grenzt im Uhrzeigersinn an die Gemeinden bzw. Samtgemeinden Coppenbrügge (Landkreis Hameln-Pyrmont), Springe (Region Hannover), Elze, Samtgemeinde Leinebergland (beide Landkreis Hildesheim), Samtgemeinde Eschershausen-Stadtoldendorf und Samtgemeinde Bodenwerder-Polle (beide Landkreis Holzminden).

## Geschichte
Die Ortschaften sind zu unterschiedlichen Zeiten entstanden. Der Ortsteil Oldendorf bestand bereits vor dem 8. Jahrhundert. Der ursprüngliche (vorchristliche) Name ist unbekannt. Das Archiv des Ortes ist seit den Wirren des Dreißigjährigen Krieges verschollen. Nach der Einführung des Christentums Ende des 8. Jahrhunderts entstand in Oldendorf ein Archidiakonat durch das damalige Bistum Hildesheim. Die ältesten heute noch vorhandenen Teile der Archidiakonatskirche „St. Nicolaus“ in Oldendorf stammen aus dem Jahr 1100. Im Jahre 1701 wurde von Conrad Werner Wedemeyer die erste mit Steinkohle betriebene Feinglashütte östlich des Rheins errichtet. Die Steinkohle förderte man ganz in der Nähe im Berg Osterwald. Noch heute erinnert eine Siedlung in der Gemarkung Oldendorf mit dem Namen „Glashütte“ an diese Zeit. Hier wurde unter anderem das berühmte „Lauensteiner Glas“ hergestellt. Der Name „Lauensteiner Glas“ kommt daher, dass das Gebiet im 18. Jahrhundert zum Amt Lauenstein gehörte.

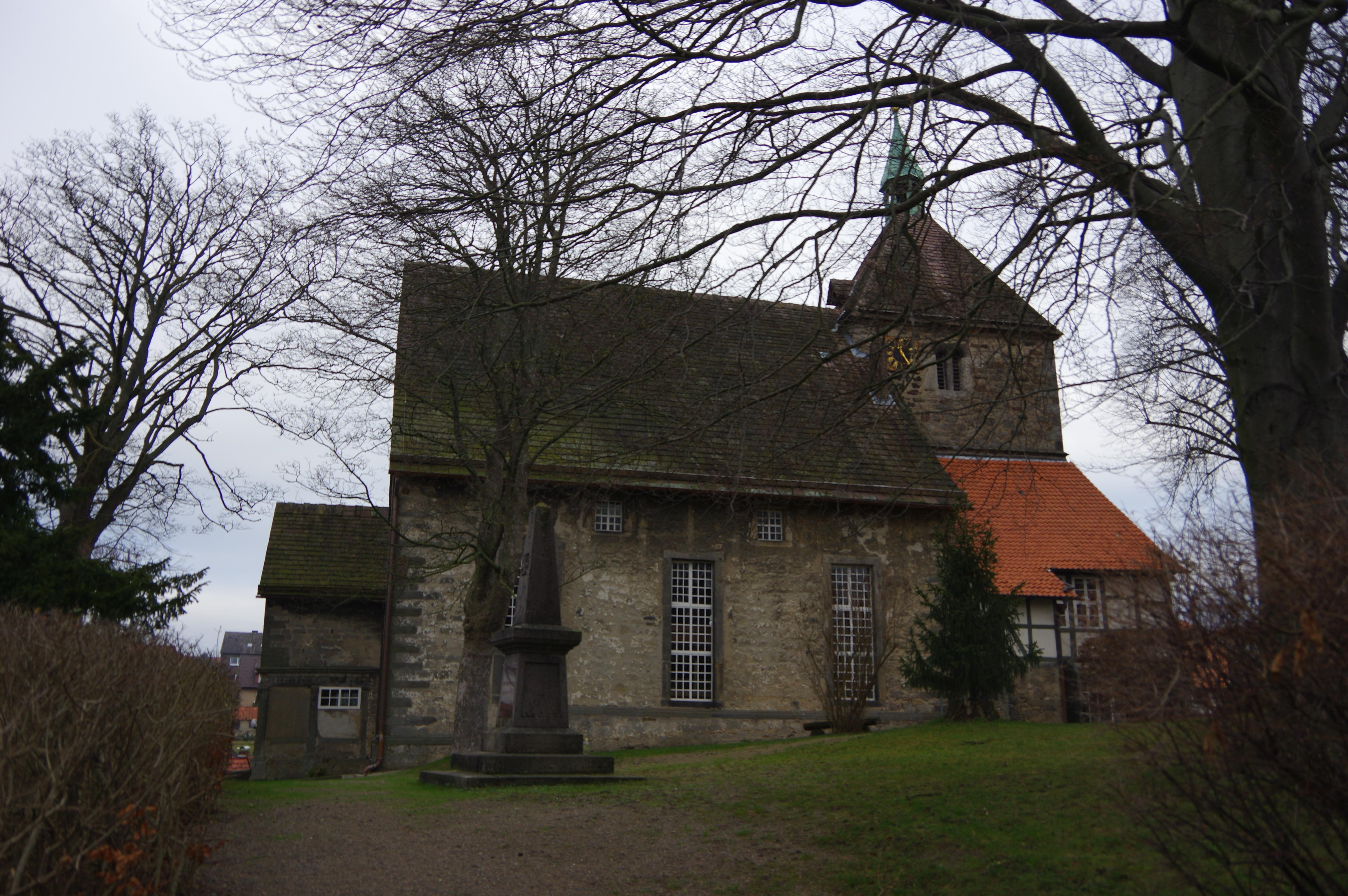
Die Kirche in Salzhemmendorf

Die Ortschaft Salzhemmendorf wird erstmals 1022 in einer Urkunde genannt. In dieser Urkunde nimmt Kaiser Heinrich II. das Hildesheimer Michaeliskloster in seinen Schutz. Das Kloster hatte eine Mühle in Salzhemmendorf.
Die Salzquellen von Salzhemmendorf wurden der Sage nach von Ziegen entdeckt. Jahrhundertelang florierte die Salzgewinnung, und die wohlhabenden Einwohner hatten sicher allen Grund, ihren Ort durch Hecken und Gräben mit vier Toren vor neidischen Feinden zu schützen.
1169 bestätigt Bischof Hermann von Hildesheim dem Zisterzienserkloster Amelungsborn Rechte an der Saline zu Hemmendorf aus einer Schenkung.
Zwischen 1199 und 1206 wird beurkundet, dass Graf Bernhard von Poppenburg und Spiegelberg aus Wennigsen auf die Verwaltung des vom Kloster Amelungsborn seinem Vater übertragenen Salzwerkes in Swalenhusen bei Hemmendorf verzichtet. Diese Nachricht über den Ort Wennigsen, die nur in einer Abschrift des 13. Jahrhunderts im Copialbuch des Klosters Amelungsborn überliefert ist, befindet sich in einer Urkunde des Hartbert (Bischof von Hildesheim 1199–1216).
Nach dem Untergang der Burg Spiegelberg etwa im Jahr 1226 wurde die Burg Lauenstein oberhalb des heutigen Ortsteils Lauenstein errichtet. Diese Burg im Besitztum der Edelleute von Homburg wird erstmals 1247 erwähnt. Das Vorwerk der Burg wurde die „Knabenburg“ genannt. Die Kirche St. Margaretha wurde ursprünglich 1427 errichtet.
Die Ortsteile Benstorf, Hemmendorf und Oldendorf liegen an der Bundesstraße 1. Sie entspricht dem Verlauf des früheren Hellwegs und der Heerstraße von Aachen nach Königsberg. In Hemmendorf wurde Gericht gehalten. Auf einer Anhöhe vor Hemmendorf kann heute noch eine Gerichtslinde („Tilly-Linde“) besichtigt werden. Die ersten urkundlichen Erwähnungen von Hemmendorf werden in die Jahre 854 und 997 gelegt. Die Kirche St. Vitus wurde 1166 errichtet. Hemmendorf, das durch seine schnurgerade Hauptstraße, die „Alte Heerstraße“ (Bundesstraße 1) mit fast ausschließlich giebelständigen Häusern auffällt, erhielt 1629 die Privilegien eines Fleckens sowie das Marktrecht.
Am 20. Dezember 1824 zerstörte ein Großbrand Salzhemmendorf. Von 108 Häusern wurden 103 zerstört. Landesweit wurde daraufhin zu Spenden „für die Abgebrannten in Salzhemmendorf“ aufgerufen.
Zum 1000-jährigen Bestehen des Ortes 1997 wurde ein Gedenkstein auf dem Marktplatz errichtet.
Die Ortschaft Thüste besitzt den ältesten Siedlungsnamen im Flecken. Wahrscheinlich ist, dass Thüste eine Cheruskersiedlung mit dem Namen Tiusti war.
In Benstorf sind Feuersteinwerkzeuge aus der Altsteinzeit nachgewiesen.
Die Ortschaft Wallensen war bereits 1351 mit Stadtrechten ausgestattet worden. Erwähnt wird sie erstmals 1068 in einer Schenkungsurkunde.
In der Nacht vom 27. auf den 28. August 2015 kam es zu einem fremdenfeindlichen Brandanschlag auf eine Asylunterkunft. Durch glückliche Umstände kamen keine Personen zu Schaden. Die drei Täter wurden vom Landgericht Hannover wegen versuchten Mordes zu mehrjährigen Haftstrafen verurteilt.

### Eingemeindungen
Am 1. Januar 1973 wurden die bisher selbständigen Gemeinden und Flecken Ahrenfeld, Hemmendorf (Flecken), Lauenstein (Flecken), Levedagsen, Ockensen, Oldendorf, Osterwald, Thüste und Wallensen (Flecken) eingegliedert.

### Bevölkerungsentwicklung
| Jahr      | 1961   | 1970   | 1990   | 1995   | 2000   | 2005   | 2010  | 2015  |
| --------- | ------ | ------ | ------ | ------ | ------ | ------ | ----- | ----- |
| Einwohner | 12.510 | 12.107 | 10.943 | 11.181 | 10.932 | 10.500 | 9.881 | 9.297 |

(Einwohnerzahlen: 1961: 6. Juni, 1970: 27. Mai, jeweils der heutige Gebietsstand, ab 1990: jeweils am 31. Dezember)

## Politik

### Rat
Der Rat des Fleckens Salzhemmendorf besteht aus 24 Ratsfrauen und Ratsherren. Dies ist die festgelegte Anzahl für eine Gemeinde mit einer Einwohnerzahl zwischen 9.001 und 10.000 Einwohnern. Die Ratsmitglieder werden durch eine Kommunalwahl für jeweils fünf Jahre gewählt. Neben den 24 in der Kommunalwahl gewählten Mitgliedern ist außerdem der hauptamtliche Bürgermeister im Rat stimmberechtigt. 
Aus dem Ergebnis der Kommunalwahl 2021 ergab sich folgende Sitzverteilung:
- SPD: 8 Sitze
- CDU: 6 Sitze
- Grüne: 4 Sitze
- AB: 2 Sitze
- WLP: 2 Sitze
- Linke: 1 Sitz
- FDP: 1 Sitz

Wählergruppen: AB= Aktive Bürger, WLP= Wir.Lokal.Politik
(Stand: Kommunalwahlen 2021)

### Bürgermeister
Hauptamtlicher Bürgermeister des Fleckens Salzhemmendorf ist Clemens Pommerening (parteilos). Bei der letzten Bürgermeisterwahl am 12. September 2021 wurde er mit 88,67 Prozent der Stimmen und ohne Gegenkandidaten wiedergewählt. Die Wahlbeteiligung lag bei 53,85 Prozent.

### Ortsräte
Die Ortsteile des Fleckens Salzhemmendorf werden durch insgesamt 57 Ortsratsmitglieder in sieben Ortsräten vertreten. Seit der Kommunalwahl 2021 verteilen diese sich wie folgt:
| Ortsteile      | SPD | CDU | Grüne | FDP | WG  | ∑  |
| -------------- | --- | --- | ----- | --- | --- | -- |
| Benstorf       | 2   | 1   | -     | -   | 2*  | 5  |
| Hemmendorf     | 5   | -   | -     | -   | -   | 5  |
| Lauenstein     | 4   | 2   | 2     | 1   | -   | 9  |
| Oldendorf      | 3   | 5   | 1     | -   | -   | 9  |
| Osterwald      | 2   | 1   | -     | -   | 4** | 7  |
| Salzhemmendorf | 4   | 3   | 3     | 1   | -   | 11 |
| Wallensen      | 6   | 3   | 1     | 1   | -   | 11 |
| ∑              | 26  | 15  | 7     | 3   | 6   | 57 |

*Aktive Bürger, **Wir.Lokal.Politik

### Wappen
Das Wappen des Fleckens zeigt auf blauen Grund in der linken Hälfte (heraldisch rechts) einen silbernen Löwen mit roter Krone als Zeichen des Grafen von Everstein. Auf der anderen Seite ist auf rotem Grund ein goldener Löwe dargestellt. Dies ist das Zeichen der Edelherren von Homburg. Diese Hälfte ist mit einer blau-silbernen Einfassung umgeben.

### Partnerschaften
Partnergemeinde des Fleckens war von 1991 bis 2011 die ehemalige Gemeinde Arcen und Velden in den Niederlanden. Diese zählt nach einer Gebietsreform inzwischen zur Stadt Venlo, sodass die Partnerschaft in eine freundschaftliche Beziehung umgewandelt wurde. Eine Partnerschaft mit der Stadt Benneckenstein wurde nach einer Neustrukturierung zur Stadt Oberharz am Brocken im Jahr 2010 aufgelöst.

## Kultur und Sehenswürdigkeiten

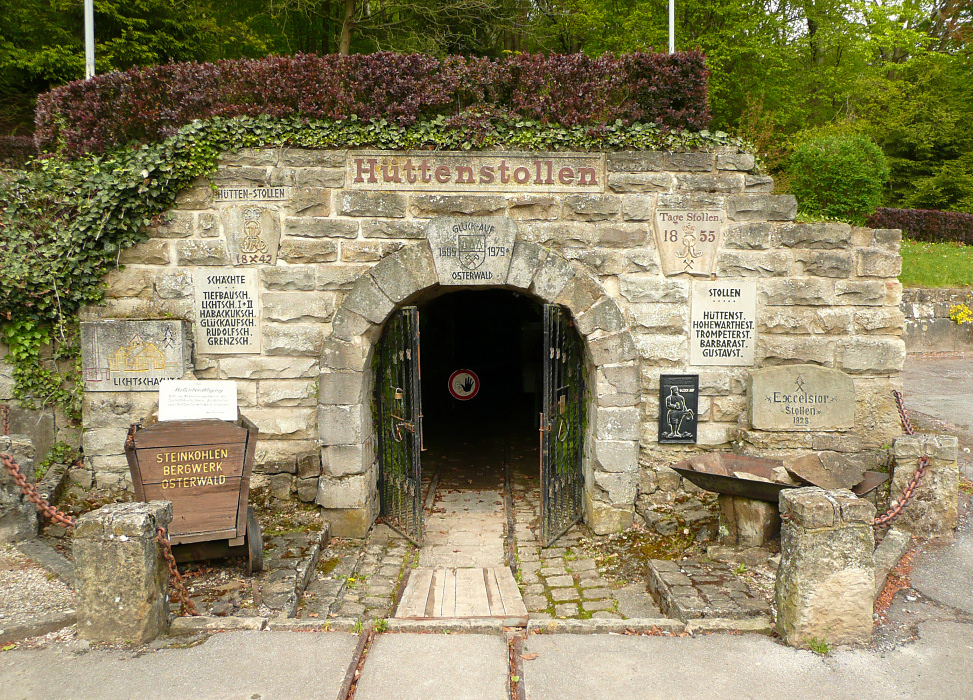
Besucherbergwerk Hüttenstollen

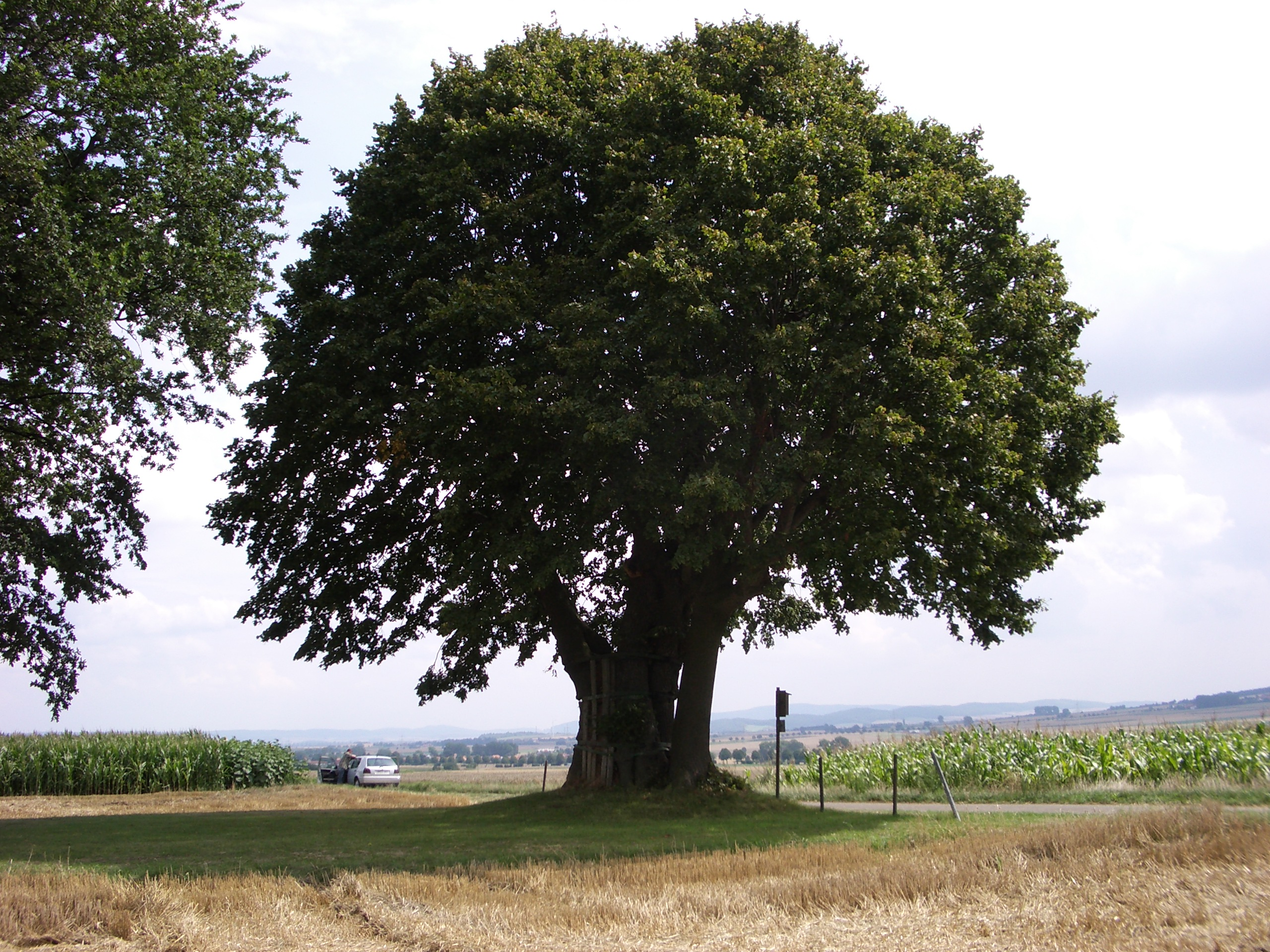
Tilly-Linde bei Hemmendorf

### Museen
- Hüttenstollen Osterwald ein Besucherbergwerk mit angeschlossenem Bergwerksmuseum. Wird in den Sommermonaten sonntags geöffnet.

### Theater
- Osterwaldbühne, eine im Wald am Dorfrand von Osterwald gelegene Freilichtbühne mit 613 Sitzplätzen. Die Darsteller sind einheimische Amateurschauspieler. Von Ende Mai bis Anfang September finden Aufführungen auf der Bühne im Freien statt. Im Winter spielt das Freizeitensemble in einem eigenen „Studiotheater“ mit 77 Sitzplätzen.[17]

### Naturdenkmäler
- Tilly-Linde in Hemmendorf, eine nördlich des Dorfes an einem Feldweg freistehende alte Gerichtslinde.[18]
- Solequelle in Salzhemmendorf, eine aus einem wuchtigen Dolomit-Stein sprudelnde natürliche Solequelle. Heute geschützt eingebettet im sogenannten „Brunnenhaus“.[19]
- Höhlen am Ith; sechs Naturhöhlen in den Dolomitklippen des Bergrückens: Rothesteinhöhle, Kinderhöhle, Soldatenhöhle, Töpferhöhle, Nasensteinhöhle und Bärenhöhle. (Verarbeitet wurde der Dolomit in der Dolomitwerk Salzhemmendorf GmbH[20]).

### Ausflugsziele
- Ith-Kamm bei Lauenstein
- Naturerlebnisbad Lauenstein[21]
- Lönsturm auf dem Kanstein
- Sennhütte im Osterwald
- Wasserbaum in Ockensen
- der Freizeitpark Rasti-Land
- Ith-Sole-Therme Salzhemmendorf

### Regelmäßige Veranstaltungen
- Markt, jeden Mittwoch vor dem Rathaus
- Konzertreihe OrgelPUNKT im Kirchenkreis Saaletal
- Konzertreihe Saaletaler Orgelrundfahrt

## Wirtschaft und Infrastruktur

### Verkehr
Im Ortsteil Oldendorf befindet sich ein Haltepunkt („Osterwald“) der Bahnstrecke Elze–Löhne. Für den Güterverkehr besteht in Salzhemmendorf Anschluss auf der Bahnstrecke Voldagsen–Delligsen.

### Bildung
Kooperative Gesamtschule mit den Schulzweigen Hauptschule und Realschule (Klasse 5–10) und Gymnasium (bis Klasse 13). Im Jahr 2003 wurde die KGS Salzhemmendorf um zwei Neubauten mit insgesamt 3.200 m² Nutzfläche erweitert.

## Persönlichkeiten
- Conrad Werner Wedemeyer (1662–1732), geboren in Lauenstein, Oberamtmann zu Lauenstein, Erb- und Burgsasse zu Eldagsen, Herr auf Gleina (bei Mücheln), Herrengosserstedt und Billroda
- Michael Mantels (1683–1743), hannoverscher Gymnasiallehrer
- Georg Lodemann (1827–1893), Verwaltungsjurist, zeitweilig im damaligen Amt Lauenstein tätig
- Ernst Rudorff (1840–1916), geboren in Berlin, Komponist, Musikpädagoge und Naturschützer, lebte teilweise in Lauenstein und prägte auf Grund der hier gewonnenen Erfahrungen den Begriff „Heimatschutz“
- Albert Frank (1841–1909), geboren in Lauenstein, Ingenieur für Maschinenbau und als Professor von 1895 bis 1898 Rektor der Königlich Technischen Hochschule Hannover
- Georg Spiegelberg (1848–1913), geboren in Lauenstein, Bankier und Kunstsammler
- Leo Catzenstein (1863–1936), geboren in Hemmendorf, praktischer Arzt in Hannover
- Heinrich Krüger (1878–1964), gestorben in Lauenstein, deutscher Literaturhistoriker und Schriftsteller
- B. Traven (1882–1969), Schriftsteller, Anarchist und Schauspieler, lebte als Otto Feige um 1900 in Wallensen
- Paula Blank (1887–1967), geboren in Wallensen, Bibliothekarin und Emigrantin
- Otto Kreibaum (1902–1985), Unternehmer, lebte in Lauenstein und gründete dort die Firma OKAL, seit 1959 Hersteller von Fertighäusern
- Gerda Marie Scheidl (1913–2005), gestorben in Salzhemmendorf, deutsche Kinderbuchautorin
- Wilhelm Gödecke (1928–2018), geboren in Hemmendorf, Politiker (CDU) und von 1959 bis 1967 Mitglied des Niedersächsischen Landtages
- Erika Lenz (* 1942), geboren in Wallensen, von 1999 bis 2007 Präsidentin des Deutschen Landfrauenverbandes
- Fritz Schaumann (1946–2017), geboren in Wallensen, Politiker (FDP) und Landtagsabgeordneter
- Britta Kellermann (* 1979), Politikerin (Bündnis 90/Die Grünen), lebt in Salzhemmendorf
- Kevin Schumacher (* 1997), Fußballspieler